# Masayoshi Ōhira
Masayoshi Ōhira (jap. 大平 正芳 Ōhira Masayoshi; ur. 12 marca 1910, w Wadzie (obecnie Kan’onji) w prefekturze Kagawa, zm. 12 czerwca 1980 w Tokio) – japoński polityk, premier Japonii w latach 1978-80.

## Życiorys
W latach 1960–1962 był szefem gabinetu premiera Hayato Ikedy, a następnie do 1964 r. ministrem spraw zagranicznych. W latach 1972–1974 ponownie był szefem dyplomacji, a od 1974 do 1976 r. ministrem finansów. Od grudnia 1978 r. do śmierci w czerwcu 1980 r. był premierem. Był szóstym chrześcijaninem na stanowisku premiera Japonii.
Ōhira był politykiem Partii Liberalno-Demokratycznej. Od grudnia 1978 r. do śmierci w czerwcu 1980 r. był jej przewodniczącym.
Masayoshi Ōhira był zwolennikiem utrzymywania dobrych stosunków ze Stanami Zjednoczonymi. Prowadził również dialog z ZSRR i Chinami. Był również autorem koncepcji ogólnoregionalnej współpracy ekonomicznej w ramach wspólnoty Pacyfiku, która później dała inspirację do utworzenia Rady Współpracy Gospodarczej Azji i Pacyfiku (APEC).